# 科爾德庫伊
科爾德庫伊是伊朗的城市，位於該國北部裡海沿岸，由戈勒斯坦省負責管轄，面積815.5平方公里，海拔高度50米，主要經濟活動有農業，2005年人口29,352。